# GameHouse
GameHouse — разработчик и издатель казуальных игр, а также дистрибьютор цифровых видеоигр. Распространяет казуальные игры для PC и Mac, а также для мобильных устройств, таких как телефоны и планшеты (как на iOS (iTunes), так и на Android (Google Play и Amazon Appstore)).
GameHouse предлагает более 2300 онлайн и загружаемых игр, состоящих как из игр собственного производства, так и сторонних игр.

## История
GameHouse был основан Беном Эксуорти и Гарром Годфри в 1998 году.
Первой загружаемой игрой, разработанной компанией, была Collapse!, игра, чем-то похожая на Tetris. В 2003 году выручка компании превысила 10 миллионов долларов (5,5 миллиона долларов США). В 2004 году GameHouse была приобретена RealNetworks за 14,6 миллиона долларов наличными и около 3,3 миллиона акций RNWK, которые тогда оценивались в 21 миллион долларов.
После приобретения студия GameHouse продолжила работу в качестве разработчика, её игры распространялись через RealNetworks, а игровой портал GameHouse продолжал работать вместе с игровым сервисом RealArcade.
3 ноября 2009 года RealArcade объявила о слиянии с GameHouse для создания крупной платформы распространения. Такие планы включают перенос учётных записей пользователей из RealArcade, предложение скидок и специальных предложений участникам GamePass и новые возможности для социальных сетей. Слияние было завершено 13 ноября. В результате все клиенты, посещающие сайт RealArcade, перенаправляются на Gamehouse.com.

## Расположение
Главный офис GameHouse находится в Эйндховене, Нидерланды. Также у компании есть студии в Барселоне и Аликанте (Испания). GameHouse работает над созданием собственных оригинальных сюжетных игр, таких как популярная серия Delicious, и продолжает выпускать несколько сюжетных игр в год для мобильных устройств, а также поддерживать свои веб-сайты Zylom и GameHouse, на которых они также публикуют игры других разработчиков.

## RealArcade
RealArcade (ранее RealOne Arcade) был игровым сервисом, управляемым RealNetworks, который продавал компьютерные игры казуального стиля отдельным пользователям. Его цель заключалась в том, чтобы позволить пользователям загружать демо-версии игр и, при желании, покупать полные версии.
RealArcade распространяет игры на временной демо-версии. У каждой загруженной игры есть пробное время 60 минут, если иное не указано каждым издателем. По истечении пробного периода пользователям необходимо либо удалить игру со своего компьютера, либо приобрести полную версию игры. Пользователи также могут подписаться на сервис RealNetworks под названием GamePass. За ежемесячную плату он предлагает бесплатное владение одной игрой по своему выбору в месяц без каких-либо дополнительных сборов и скидку 5,00 долларов на каждую покупку игры.
По состоянию на ноябрь 2009 года GameHouse, дочерняя компания RealNetworks, предлагает полные версии некоторых своих игр, поддерживаемые внутриигровой рекламой.